# Roadvale
Roadvale är en ort i Australien. Den ligger i kommunen Scenic Rim och delstaten Queensland, omkring 60 kilometer sydväst om delstatshuvudstaden Brisbane. Antalet invånare är 559.
Runt Roadvale är det mycket glesbefolkat, med 5 invånare per kvadratkilometer.. Närmaste större samhälle är Boonah, nära Roadvale. 
Omgivningarna runt Roadvale är huvudsakligen savann. Genomsnittlig årsnederbörd är 1 252 millimeter. Den regnigaste månaden är januari, med i genomsnitt 248 mm nederbörd, och den torraste är oktober, med 34 mm nederbörd.